# Hovhannes Tumanyan
Hovhannes Tumanyan (em armênio/arménio:  Հովհաննես Թումանյան, Dsegh, Governorado de Tiflis, Império Russo - hoje província de Lorri, Armênia, 19 de fevereiro de 1869 - Moscou, 23 de março de 1923) foi um escritor e ativista armênio, considerado o poeta nacional da Armênia. Escreveu seu primeiro poema aos 12 anos, e, sua primeira publicação, Poemas, de 1890, foi um sucesso entre os críticos.
Tumanyan escreveu poemas, quadras, baladas, romances, fábulas, críticas e artigos jornalísticos. Seu trabalho foi escrito na maior parte em forma realista, muitas vezes centrada na vida cotidiana de sua época. Nascido na aldeia de Dsegh no região de Lorri, mudou-se quando jovem para Tiblíssi, que era o centro da cultura armênia sob o Império Russo durante o século XIX e início do século XX.
Muitos filmes e animações foram adaptados a partir de obras de Tumanyan. Duas óperas: Anush (1912) por Armen Tigranian e Almast (1930) por Alexander Spendiaryan, foram escritas com base em suas obras.[carece de fontes?]